# Barbara Hübner
Barbara Hübner (* 26. September 1942 in Brandenburg an der Havel) ist eine deutsche Politikerin (SPD).

## Leben
Zwischen 1959 und 1961 studierte Hübner am Institut für Lehrerbildung in Potsdam. Von 1961 bis 1994 arbeitete sie als Lehrerin. Sie ist Mutter eines Kindes.
Im August 1990 wurde sie Mitglied der Stadtverordnetenversammlung von Brandenburg. Bei der Landtagswahl in Brandenburg 1994 wurde Hübner über die Liste der SPD in den brandenburgischen Landtag gewählt. Sie war Abgeordnete vom 11. Oktober 1994 bis zum 29. September 1999. Im Landtag war sie Mitglied des Präsidiums und saß im Ausschuss für Bildung, Jugend und Sport. Bei der Wahl 1999 verpasste sie den erneuten Einzug in den Landtag.